# تروي سينغلتون
تروي سينغلتون (بالإنجليزية: Troy Singleton)‏ هو نقابي وسياسي أمريكي، ولد في 30 يونيو 1973 في فيلادلفيا في الولايات المتحدة. حزبياً، نشط في الحزب الديمقراطي. وقد انتخب عضو جمعية نيوجيرسي العامة.